# Achim Hahn
Achim Hahn (* 3. November 1951 in Leichlingen) ist ein deutscher Soziologe.

## Leben
Ab 1971 studierte er Germanistik und Kunstgeschichte an der Universität zu Köln sowie Architektur und Städtebau an der RWTH Aachen (1979 Diplom-Ingenieur bei Gerhard Fehl in der Fachrichtung Architektur). Nach der Promotion 1987 zum Dr. rer. pol. an der Universität Oldenburg war er von 1989 bis 1995 wissenschaftlicher Assistent an der TU Berlin (FB Gesellschafts- und Planungswissenschaften, Institut für Soziologie). Nach der Habilitation 1993 an der TU Berlin (Lehrbefähigung für das Fachgebiet „Soziologie“ sowie Verleihung der Lehrbefugnis (Privatdozentur) für das Fach „Soziologie“) war er von 2001 bis 2018 Professor für Architekturtheorie und Architekturkritik an der Fakultät Architektur der TU Dresden.
Seine Forschungsschwerpunkte sind Methodologie der Sozialwissenschaften, nicht-reduktive qualitative Sozialforschung, Wissenschaftstheorie von Hermeneutik und Pragmatismus.

## Schriften (Auswahl)
- Wohnen als Erfahrung. Reflexionen und empirisch-soziologische Untersuchungen zur Pragmatik des Wohnens. Münster 1997, ISBN 3-8258-3386-0.
- Zur Praxis der explorativen Quartiersforschung. Am Beispiel der Seevorstadt-West in Dresden. Aachen 2007, ISBN 3-8322-6267-9.
- Architekturtheorie. Wohnen, entwerfen, bauen. Konstanz 2008, ISBN 3-8252-2963-7.
- Architektur und Lebenspraxis. Für eine phänomenologisch-hermeneutische Architekturtheorie. Bielefeld 2017, ISBN 3-8376-3674-7.